# Bunker Fuchsbau
Der Fuchsbau ist eine Bunkeranlage südlich von Fürstenwalde/Spree in den Rauenschen Bergen in Brandenburg mit wechselvoller Geschichte, die vorwiegend militärisch genutzt wurde.
Er war bis 1945 Standort der Waffen-SS, von 1965 bis 1990 Standort der NVA und bis zu seiner Außerdienststellung im Dezember 1994 Standort der 5. Luftwaffendivision der Bundeswehr. Von 1995 bis 2005 war der Bunker versiegelt und ist seit 2006 als Technisches Denkmal denkmalgeschützt. Die Bunkeranlage Fuchsbau wird unter dem Namen „Bunkermuseum Fuchsbau“ von einer Gruppe Freiwilliger als Museum betrieben.

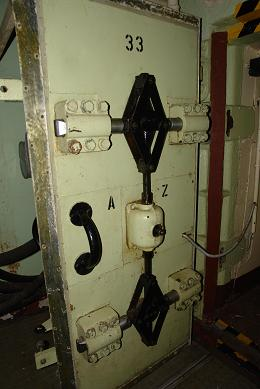
Drucktür Schleusenanlage Eingangsbereich

## Beschreibung

### Nutzung durch die NVA-Luftstreitkräfte
Diese Bunkeranlage war der Zentrale Gefechtsstand 14 (ZGS-14) des Kommandos LSK/LV der NVA-Luftstreitkräfte. Sie umfasste eine über 9.000 m² große Nutzfläche mit mehr als 200 Arbeitsräumen, 650 m Gängen und bis zu 350 Mann Besatzung. Somit gehörte sie zu den größten Bunkeranlagen auf dem Gebiet der DDR.

### Nutzung durch die Bundeswehr
Die Bundeswehr übernahm das Bunkerareal zum 3. Oktober 1990 von der NVA. Es wurde dort ein Teil der 5. Luftwaffendivision untergebracht. Der Bunker galt nach Investitionen von rund 10,8 Millionen D-Mark als zukunftssicher. Doch trotz dieser Modernisierung wurde der Bunker im Dezember 1994 außer Dienst gestellt und 1995 versiegelt. Damit war Fürstenwalde/Spree zum ersten Mal seit 1609 keine Garnisonsstadt mehr.

### Der Fuchsbau als historisches Denkmal
Der Bunker ist heute ein technischer Zeitzeuge (gesamtes eingefriedetes Areal steht unter Denkmalschutz) unter anderem für die Entwicklung der Nachrichtentechnik (die natürlich nicht dort entwickelt, aber eingesetzt wurde), Flugsicherung und Luftlagedarstellungen. Es finden dort wöchentliche Führungen statt. Für die Besucher werden die aktuelle Luftlage über der Bunkeranlage (Radius etwa 250 km), die Demonstration der damaligen Luftlagen (Archivmaterial 1988) und aktive Telefon- und Telexverbindungen gezeigt. 
Die Bunkeranlage Fuchsbau befindet sich mittlerweile in privater Hand einer Fürstenwalder Familie, die sich mit viel Kraft- und Zeitaufwand zusammen mit dem Team der Bunkeranlage um den Erhalt und die nötigen Renovierungen kümmert.

## Aufbau

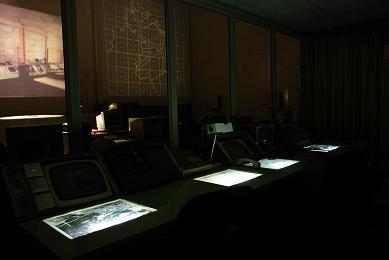
Führungssaal (OPS) mit Luftlagedarstellung

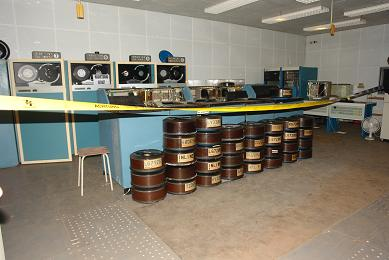
DV-Anlage mit Disk-Speichern im Vordergrund

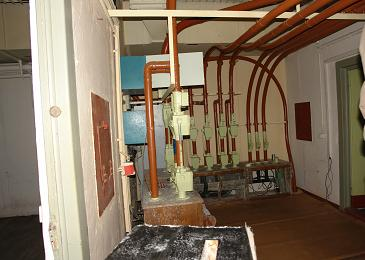
Rohrpostzentrale

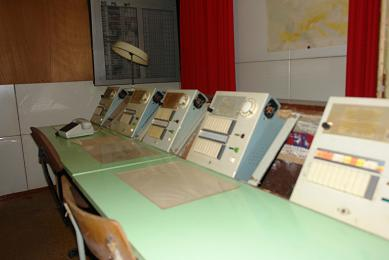
Gefechtsabschnitt Diensthabender Nachrichten und Flugsicherung (DNF)

Die Bunkeranlage des „Fuchsbau“ besteht aus mehreren Teilen (Wasserwerk, Altbau, Neubau und weiteren unterirdischen Komplexen).

### Altbau (TO 02)
Der sogenannte Altbau ist über einem Stollensystem errichtet worden, welches aus der Zeit des Braunkohlebergbaus stammt. Ab 1941 wurden die Stollenanlagen von der Waffen-SS erkundet. Im Laufe des Jahres 1942 wurde der Ausbau von 900 Häftlingen je Zwölf-Stunden-Schicht des Konzentrationslagers Sachsenhausen – Außenlager Fuchsbau unter Projektleitung des geheimen „Amts für Wellenausbreitung“ durchgeführt. Dabei wurde in offener und teils geschlossener Bauweise gearbeitet. Nicht benötigte Stollenanschlüsse wurden gesprengt. Ab 1944 wurden die Kommunikationsaufgaben des Führungshauptamtes der SS und des OKW Zossen vom Fuchsbau (Tarnname „Hegewald“) her ausgeführt. Nach 1945 unternahm die Rote Armee einige erfolglose Sprengversuche und 1957 wurde der Altbau im Auftrage des Ministeriums des Innern (MdI) der DDR erkundet (Projektname: „Spinne“). Bis 1965 wurde der nachrichtentechnische Ausbau abgeschlossen. Der Altbau besteht im Wesentlichen aus drei parallelen Stollen in genauer Ost-West-Ausrichtung, welche durch vier Querstollen miteinander verbunden sind. Über einen leicht ansteigenden Verbindungsgang gelangt man in den Neubau.

### Neubau (TO 01)
Der Neubau ist eine dreietagige Konstruktion mit rechteckigem Grundriss, welche in offener Bauweise gebaut wurde. Die hierdurch erreichte Tiefe von etwa 20 m bis zur Oberkante des Geländes hätte ausreichenden Schutz vor Bombardierungen geboten, trotzdem erfolgte eine Aufschüttung über dem riesigen Massekühler von nochmals 12 bis 14 m, daher wurde auf eine eigene Zerschellschicht verzichtet. Die erstaunliche Deckenhöhe von 9 m im eigentlichen Führungssaal (Gefechtsstand) wurde nicht auf der gesamten Fläche des zweiten Untergeschosses verwirklicht. Der Zugang zur „dritten“ Etage erfolgte aus dem umlaufenden Gang des ersten Untergeschosses. Der Neubau ist durchgängig als kubisches Bauwerk gestaltet und ist in seinem Kern als dreietagig reichender Führungssaal ausgebildet.

### Verbindungsbauwerk
Zwischen Neubau und Altbau existiert ein unterirdisches Verbindungsbauwerk (Verbinder), dessen Treppenanlagen und Räume teils bis zur Erdoberfläche reichen. Dieses Verbindungsbauwerk ist konstruktionstechnisch kein Bunker und bietet, obwohl zum größten Teil unterirdisch gelegen, keinen wirksamen Schutz vor Bombardierungen.

### Wasserwerk
Acht der Tiefbrunnen und die dazugehörigen Unterwasserpumpen befinden sich auf dem Bunkergelände verteilt und sind in einem externen Wasserwerk (RekoWw) zusammengeführt.

### Weitere Bauwerke
Auf dem zirka 40 ha großen Areal des technischen Einzeldenkmals sind viele weitere Funktionsbauwerke vorhanden, welche in der Regel unterirdisch mit Leitungssystemen miteinander verbunden sind.
Auf Grund des Braunkohlebergbaus bis etwa 1936 und kurz nach dem Zweiten Weltkrieg sowie Stolleneinbrüchen nach den vielen Jahren sind nicht wenige wasserführende Schichten zerstört, so dass während der militärischen Nutzung ein dreifaches unterirdisches Wasserentsorgungssystem das gesamte Areal bis einschließlich der Truppenlager durchzieht.
Einzelbauwerke sind unter anderem: Werkstätten (TO-19, TO-08), Kaltwasserstation (KWS), Eingangsbauwerke und Gebäude, Notausstiege, KBC-Beobachtungsturm, Wasserwerk (TO-16), Heizhaus, Trafostationen, STOF-Komplex (Hochdruckdampf-Entspann-Station), Unterkunftsgebäude (U-3, LBU 42–45 und „Grünes Gewölbe“), diverse Löschwasserzisternen und weitere.

## Zeittafel
- 1942 Führungs- und Nachrichtenabteilung des SD der Waffen-SS
- 1944 SS-Nachrichtenvermittlungsstelle „Fuchsbau“ (Tarnname „Hegewald“)
- 1945 bis 1957 keine Nutzung
- 1957 Vorbereitung der Nutzung des Altbaus durch das MdI der DDR (Projekt „Spinne“)
- 1965 Indienststellung mit gemeinsamer Nutzung als zentrale Führungsstelle des Kommandos LSK/LV der NVA-Luftverteidigung und Fernmeldeknoten der Post (Bezeichnung Übertragungsstelle – ÜSt.2 und Tarnbezeichnung für die Führungsstelle: Prüfstelle)
- 1978 Indienststellung als ZGS-14 (Tarnbezeichnung Objekt „FBZ Raduga“)
- 1990 Übernahme durch die Bundeswehr als Gefechtsstand Luftverteidigungssektor 5 der 5. Luftwaffendivision
- 1994 Außerdienststellung
- 1995 Versiegelung als „Bergmännischer Verschluss“
- 2005 Oktober Öffnung über den Lasteneingang
- 2006 Denkmalschutz für das gesamte eingefriedete Bunkerareal (etwa 40 ha) und Nutzung ausschließlich als der Allgemeinheit dienende unter Denkmalschutz stehendes Technisches Einzeldenkmal; Aufbau und Veröffentlichung einer eigenen Homepage
- 2006 Mit Unterschutzstellung wöchentliche Führungen durch den Verein Interessengemeinschaft Fuchsbau gem. e. V. auf der Grundlage der bisherigen und weiteren abschnittsweisen technischen Rekonstruktion des Betreibers
- 2007 Jährlich über 100 Führungen durch die Anlage und weitere Sicherungs- und Rekonstruktionsarbeiten im eingefriedeten Areal und besonders im Bunkerkomplex (IG gem. e. V. und Betreiber)
- 2008 Einbruch und Vandalismus im Bauwerk; Überwindung der Schäden durch breite Unterstützung der Allgemeinheit; Aufbau eines eigenen und besonderen Überwachungs- und Schutzsystems für das Bauwerk und auf dem unter Denkmalschutz stehenden Areal
- 2008 Über tausend Besucher pro Jahr mit steigender Tendenz sichern die Betriebskosten. Tausende Stunden ehrenamtlicher Arbeit der Vereinsmitglieder dienen dem Erhalt, Betrieb und weiteren Rekonstruktion. Wesentliche Fachbereiche im Bauwerk haben wieder ihre volle Funktion. (beispielsweise Teilreko ATZ (Aufstellung erste Bedieneinheit zur Handvermittlung) und Telexbetrieb ins „Öffentliche“ für Besucher während der Führungen (FS))
- 2008 Große Projektoren zur Luftlagedarstellung (wieder 3 × 4 × 4 m), Temperaturisolierkissen auf den Besucherstühlen im FS, automatische Außenbeleuchtung vor dem Kopfbau, wieder funktionierendes Uhrensystem im Bauwerk